# پارااکسون
پارااکسون (انگلیسی: Paraoxon) یک داروی پاراسمپاتومیمتیک است که به عنوان یک مهارکننده کولین استراز عمل می‌کند. این ماده یک اکسون ارگانوفسفره و متابولیت فعال پاراتیون حشره کش است. همچنین به عنوان یک داروی چشمی در برابر گلوکوم استفاده می شود. پارااکسون یکی از قوی‌ترین حشره‌کش‌های مهارکننده استیل کولین استراز است که حدود ۷۹ درصد به اندازه عامل عصبی سارین قوی است و به‌دلیل خطر مسمومیت برای انسان و سایر جانوران، اکنون به ندرت به عنوان حشره‌کش استفاده می‌شود. پاراکسون توسط دانشمندان برای مطالعه اثرات حاد و مزمن مسمومیت با ارگانوفسفره استفاده شده است. این ماده به آسانی از طریق پوست جذب می‌شود.